# Obbá
Obba es una Orisha y representa el amor reprimido y el sacrificio por el ser que uno ama, el sufrimiento y simboliza la fidelidad conyugal. Está relacionada con los lagos y las lagunas. Junto con Oyá y Yewá habita en los cementerios y representan a guerreras temerarias. Ella, a diferencia de Yewá que vive dentro del féretro, custodia las tumbas.
En la mitología yoruba, Obbá Orisha que vive en el cementerio, custodiando las tumbas. En Batuke, Obâ danza con una mano tapando su oreja cortada y con la otra revolviendo su sopera.

## Orisha Obbá
Femenina, fuerte, temida, enérgica, considerada más fuerte que muchos Orishas masculinos. El único que logró derrotarla en batalla fue Oggun.
Obbá representa el amor reprimido y el sacrificio por el ser que uno ama, el sufrimiento y simboliza la fidelidad conyugal. Está relacionada con los lagos y las lagunas. Junto con Oyá y Yewá habita en los cementerios y representan a guerreras temerarias. Ella, a diferencia de Yewá que vive dentro del féretro, custodia las tumbas.
Su nombre proviene del Yorùbá Òbbá (Òbè: sopa - Obá: rey), literalmente "La de la sopa del rey".
- Saludo: Exo o también Obba Naní
- Día de la semana: miércoles
- Número: 7 y sus múltiplos
- Data: 25 de noviembre (en Jejé-Nago)
- Sicretismo: Santa Catalina (en Jejé-Nago)
- Metales: Estaño, cobre

## Pattaki
Narra un patakin, que ella era la esposa de Shango, el rey guerrero; y ella lo complacía, haciéndole de comer sus platillos favoritos.
Pero, Oshun (una de las esposas de Shangó), tenía envidia de la relación de la santa con su amado Shango, y por eso ella intento vengarse, y para ello, se hizo amiga íntima de Obbá; y ella le enseñaba a hacer ricos guisos para su esposo, y un día la engañó, diciendo que a Shangó le encantaba las orejas, y por eso, Obbá se la cortó, y la guisó con harina de maíz; Shangó, al descubrir esto, la repudió con ira, pero, le dejó en claro que ella sería su legítima esposa, la primera de ellas; y la orisha, por vergüenza, corrió donde su padre Obbatalá, y en eso, lloró tanto, que creó ríos y lagunas con sus lágrimas; al ve[Babá]] esto, le dio permiso para ir a vivir con los muertos, donde nadie la iba a molestar, desde ahí, ella usa una careta, y muy pocas veces baja, y no baila.

## Familia de Obbá
Hija de Obbatala y Yembó, hermana de Oyá y Yewá, amante de Shango por él se quitó una oreja y fue por esto desterrada, luego se fue para el monte y posteriormente vivió en soledad en el cementerio. También tuvo amoríos con Oggun, a quien le entregó el yunque y este le enseñó a guerrear.

## Vestimenta
Obbá viste de rosa viejo, con un paño en la cabeza del mismo color tapando su oreja cortada.

## Características de los Hijos Obbá
Obbá no toma hijos varones (aunque sí en Batuke). Las mujeres son valerosas e incomprendidas, con rasgos masculinos. Pasan por experiencias sentimentales amargas. Muy celosos. Son de obtener triunfos materiales y las mujeres de ser feministas profetas y/o militantes/

## Otras historias de Obbá
En algunas religiones, como en el candomblé, Obbá, no fue traicionada por Ochùn, sino por Oyá, que la engañó, esto es fuente de muchas controversias, ya que en Nigeria, Brasil y otros países se considera a esta como la verdadera traidora, esto no se ha podido confirmar.

## Ferramentos
Su receptáculo es una sopera de losa color rosada con flores. Sus atributos son yunque de madera, puñal, espada, una mano de caracoles, escudo, dos llaves (una en su sopera y otra en la de Oshun), careta, timón o rueda dentada, libro, coraza, dos manillas torcidas, oreja, todo esto de cobre. Sus Elekes se confeccionan con 8 cuentas rosas, 1negra, 8 lilas, 1 negra, 8 amarillas y 1 negra.

## Bailes
Obba no puede bailar. Se hacen bailes en su honor ya que esta no baja. En su baile se pone a alguien en el centro del círculo de bailadores con una máscara mientras se imita a que se le está dando latigazos, mientras el coro canta.
También se dice que si Obbá baja y se encuentra con Oxum comienzan una pelea en el lugar.
Esa pelea no se estila en nuestro rito y los médium, si se ocupan con esa entidad.

## Sincretismo
Como parte de la transculturación y del peligro que vieron los esclavos traídos a Cuba de perder sus raíces, cada santo adoptó el nombre de un santo católico. También está el hecho de que los esclavos venían de diferentes partes de África y en cada uno se le llamaba diferente
| St. Católicos                                                      | Kimbisa | Mayombe          | Abakuá | Brillumba | Arará | Iyesá | Gangá |
| Sta Rita de Casia Sta Catalina de Siena Sta Catalina de Alejandría | (?)     | Jotonkué Macanki | (?)    | Jotonkua  | (?)   | Obba  | (?)   |

## Caminos
- Obba Laddé.
- Obba Mire.
- Obba Lubbe.
- Obba Tolá.
- Obba Tundé.
- Obba Omí.
- Obba Yurú.
- Obba Labbí.
- Obba Guirielú.
- Obba Bomi.
- Obba De.
- Obba Niké.
- Obba Laiyé.
- Obba Yeyé.
- Obba Lasé.
- Obba Beremi.
- Obba Suaré.
- Obba Taladé.
- Obba Labaiyé.
- Obba Olomi.
- Obba Suemi.
- Obba Bi.
- Obba Biolomi.
- Obba Funmi.
- Obba Jare.
- Obba Omiota.
- Obba Nupe.
- Obba Odeyi.
- Obba Funke.
- Obba Tunese.